# Chunar
Chunar és una vila del districte de Mirzapur a l'estat d'Uttar Pradesh, a la vora del Ganges. la seva població al cens del 2001 era de 33.919 habitants (el 1901 eren 9.926).

## Història
El fort de Chunar fou fundat pel Maharaja Vikramaditya rei d'Ujjain, en honor de l'estancia del seu germpa Raja Bhrithari que hi fou eremita per uns anys. El seu nom original fou Charanadri i fou també coneguda com a Nainagarh. Al segle xi la posseïa un rei hindú de nom Prithwi Raja, a la mort del qual fou ocupada pels musulmans, però després recuperada. Va caure en mans dels musulmans per segona vegada al final del segle xiii però la fortalesa i la regió va restar en poder del Bahelia locals com a tributaris.
Al segle xvi Sher Khan (després Sher Shah Suri) va obtenir la fortalesa per matrimoni amb la filla del senyor local i era considerada una posició clau pel domini de Bihar i Bengala (regió). El 1537 la va conquerir Humayun però Sher Shah la va recuperar al cap de poc; el 1575 va caure en mans d'Akbar el Gran i va restar en mans dels mogols fins al segle xviii quan va ser inclosa en les possessions del nawab d'Oudh.
Fou atacada sense èxit pel major Munro el 1763 però el 1764, després de la batalla de Buxar, els britànics la van ocupar. Va passar després a Benarés. Quan Chet Singh de Benarés es va revoltar el 1781, Warren Hastings es va retirar a Chunar, on el major Popham va reunir una força militar amb la que va expulsar a Chet Singh de les seves fortaleses a la zona. La fortalesa fou utilitzada pels britànics com a lloc de confinament per presoners polítics i va tenir guarnició fins al 1890. Del 1868 al 1904 fou un municipi.